# Age of Impact
Age of Impact, pubblicato nel 1998, è il primo disco degli Explorers Club.

## Tracce
1. Impact 1: "Fate Speaks" – 16:00
2. Impact 2: "Fading Fast" – 8:45
3. Impact 3: "No Returning" – 8:20
4. Impact 4: "Time Enough" – 9:15
5. Impact 5: "Last Call" – 11:10

## Formazione

### Membri ufficiali
- Trent Gardner - voce, trombone, tastiere
- James LaBrie - voce
- D. C. Cooper - voce
- Matt Bradley - voce
- Bret Douglas - voce
- Wayne Gardner - chitarra acustica, elettrica, basso
- Steve Howe - chitarra acustica
- John Petrucci - chitarra
- James Murphy - chitarra
- Michael Bemesderfer - flauto
- Derek Sherinian - tastiere
- Billy Sheehan - basso
- Terry Bozzio - batteria
- Frederick Clarke - chitarra
- Matt Guillory - tastiere
- Brad Kaiser - percussioni